# Adrenalize
Adrenalize (engl. für: „Aufputschen“) ist das fünfte Studioalbum der britischen Hard-Rock-Band Def Leppard. Es wurde am 31. März 1992 weltweit veröffentlicht. Es enthält 10 Titel, von denen sechs noch unter Mitwirkung von Steve Clark geschrieben worden waren.

## Entstehung
Das Album Hysteria war 1987 ein enormer Erfolg für Def Leppard: Weltweit verkaufte das Album sich bislang rund 20 Millionen Mal. Für die Aufnahmen von Hysteria hatte die Band, bedingt durch mehrere Wechsel des Produzenten und einen schweren Unfall ihres Schlagzeugers Rick Allen, der dabei seinen linken Arm verloren hatte, vier Jahre benötigt. Nach dem Ende der Hysteria-Tournee im Oktober 1988 kündigte Sänger Joe Elliott daher an, dass die Aufnahme des Nachfolgealbums nicht wieder so lange dauern würde; die Gruppe plante, die Arbeiten schon nach einem Jahr abschließen zu können, da auch schon Songideen vorhanden waren.
Während der Arbeiten an neuen Songs und Aufnahmen wurde deutlich, dass die Suchtprobleme des Gitarristen Steve Clark zunahmen, wodurch die Aufnahmen verlangsamt wurden. Steve Clark starb am 8. Januar 1991 in seiner Wohnung in London. Die Gruppe setzte dennoch die Arbeit an dem Album fort, verpflichtete aber noch keinen Nachfolger für den verstorbenen Gitarristen. Die Gitarrenparts wurden alle von Phil Collen eingespielt.

## Widmung
Def Leppard widmete das Album ihrem verstorbenen Gitarristen Steve Clark:

„Diese Platte ist Stephen Maynard Clark, dem Gitarrist und guten Freund, gewidmet. Wir alle haben unterschiedliche Erinnerungen an ihn: Sie reichen von seiner Ende 1978 ausgesprochenen Drohung, die Band zu verlassen, wenn wir nicht endlich aufhören würden zu proben und ein richtiges Konzert geben, über komplett beeindruckendes "Schattenwerfen" auf der Bühne mit seiner vor den Knien hängenden Les Paul, bis zu seinen Auftritten abseits der Bühne in Bars und Hotelzimmern. Es ist seltsam zu glauben, dass man jemanden wirklich kennt, während man langsam realisiert, dass da mehr passiert als das, was man sehen kann. In den letzten Jahren war Steve's Leben eine Schlacht. Es hörte auf, sich um das Schreiben oder Aufnehmen von Musik zu drehen und wurde zu einem Kampf ums Überleben. Zu sehen, wie sich jemand direkt vor den eigenen Augen auflöst ist eine harte Angelegenheit, und obwohl es frustrierend ist, ist es unmöglich zu stoppen. Wir haben etwas über die menschliche Natur gelernt, und glaubt uns, es ist nicht unbedingt schön. Trotzdem: Genug. Steamin’ konnte sich beim Schreiben der meisten Lieder dieser Aufnahme einbringen, und es ist die Musik, für die man sich an ihn erinnern wird. Wir vermissen ihn.“

## Titelliste
1. Let’s Get Rocked (Phil Collen, Joe Elliott, Robert John „Mutt“ Lange, Rick Savage) – 4:56
2. Heaven Is (Steve Clark, Phil Collen, Joe Elliott, Robert John „Mutt“ Lange, Rick Savage) – 3:37
3. Make Love Like a Man (Steve Clark, Phil Collen, Joe Elliott, Robert John „Mutt“ Lange) – 4:13
4. Tonight (Steve Clark, Phil Collen, Joe Elliott, Robert John „Mutt“ Lange, Rick Savage) – 4:03
5. White Lightning (Phil Collen, Joe Elliott, Robert John „Mutt“ Lange, Rick Savage) – 7:03
6. Stand Up (Kick Love Into Motion) (Steve Clark, Phil Collen, Joe Elliott, Robert John „Mutt“ Lange) – 4:31
7. Personal Property (Phil Collen, Joe Elliott, Robert John „John“ Lange, Rick Savage) – 4:20
8. Have You Ever Needed Someone So Bad (Phil Collen, Joe Elliott, Robert John „Mutt“ Lange) – 5:25
9. I Wanna Touch U (Rick Allen, Steve Clark, Phil Collen, Joe Elliott, Robert John „Mutt“ Lange) – 3:38
10. Tear It Down (Steve Clark, Phil Collen, Joe Elliott, Rick Savage) – 3:38

## Kommerzieller Erfolg

### Chartplatzierungen
Adrenalize erreichte innerhalb von zwei bzw. drei Wochen die Spitzenpositionen der Charts in Großbritannien und den USA; in Deutschland stieg das Album bis auf Platz 8 der Album-Charts.
| ChartsChartplatzierungen       | Höchstplatzierung | Wochen |
| ------------------------------ | ----------------- | ------ |
| Deutschland (GfK)              | 8 (32 Wo.)        | 32     |
| Österreich (Ö3)                | 11 (20 Wo.)       | 20     |
| Schweiz (IFPI)                 | 1 (27 Wo.)        | 27     |
| Vereinigte Staaten (Billboard) | 1 (65 Wo.)        | 65     |
| Vereinigtes Königreich (OCC)   | 1 (30 Wo.)        | 30     |

| ChartsJahrescharts (1992) | Platzierung |
| ------------------------- | ----------- |
| Deutschland (GfK)         | 31          |
| Österreich (Ö3)           | 24          |
| Schweiz (IFPI)            | 7           |

### Auszeichnungen für Musikverkäufe
Das Album erhielt in den USA drei Platin-Auszeichnungen.
| Land/Region                  | Auszeichnungen für Musikverkäufe (Land/Region, Auszeichnung, Verkäufe) | Verkäufe  |
| ---------------------------- | ---------------------------------------------------------------------- | --------- |
| Australien (ARIA)            | 2× Platin                                                              | 140.000   |
| Dänemark (IFPI)              | Gold                                                                   | 50.000    |
| Europa (IFPI)                | Gold                                                                   | (500.000) |
| Finnland (IFPI)              | Gold                                                                   | 25.000    |
| Frankreich (SNEP)            | Gold                                                                   | 100.000   |
| Indien (IMI)                 | Silber                                                                 | 15.000    |
| Indonesien (ASIRI)           | Gold                                                                   | 25.000    |
| Irland (IRMA)                | Gold                                                                   | 7.500     |
| Japan (RIAJ)                 | Gold                                                                   | 100.000   |
| Kanada (MC)                  | 4× Platin                                                              | 400.000   |
| Malaysia (RIM)               | Gold                                                                   | 25.000    |
| Mexiko (AMPROFON)            | Gold                                                                   | 100.000   |
| Neuseeland (RMNZ)            | Platin                                                                 | 20.000    |
| Norwegen (IFPI)              | Gold                                                                   | 25.000    |
| Portugal (AFP)               | Silber                                                                 | 10.000    |
| Schweden (IFPI)              | Platin                                                                 | 100.000   |
| Schweiz (IFPI)               | Platin                                                                 | 50.000    |
| Spanien (Promusicae)         | Gold                                                                   | 50.000    |
| Südafrika (RISA)             | Gold                                                                   | 25.000    |
| Vereinigte Staaten (RIAA)    | 3× Platin                                                              | 3.000.000 |
| Vereinigtes Königreich (BPI) | Gold                                                                   | 100.000   |
| Insgesamt                    | 2× Silber · 13× Gold · 12× Platin ·                                    | 4.267.500 |

Hauptartikel: Def Leppard/Auszeichnungen für Musikverkäufe